# Johann Jakob Heinrich Nast

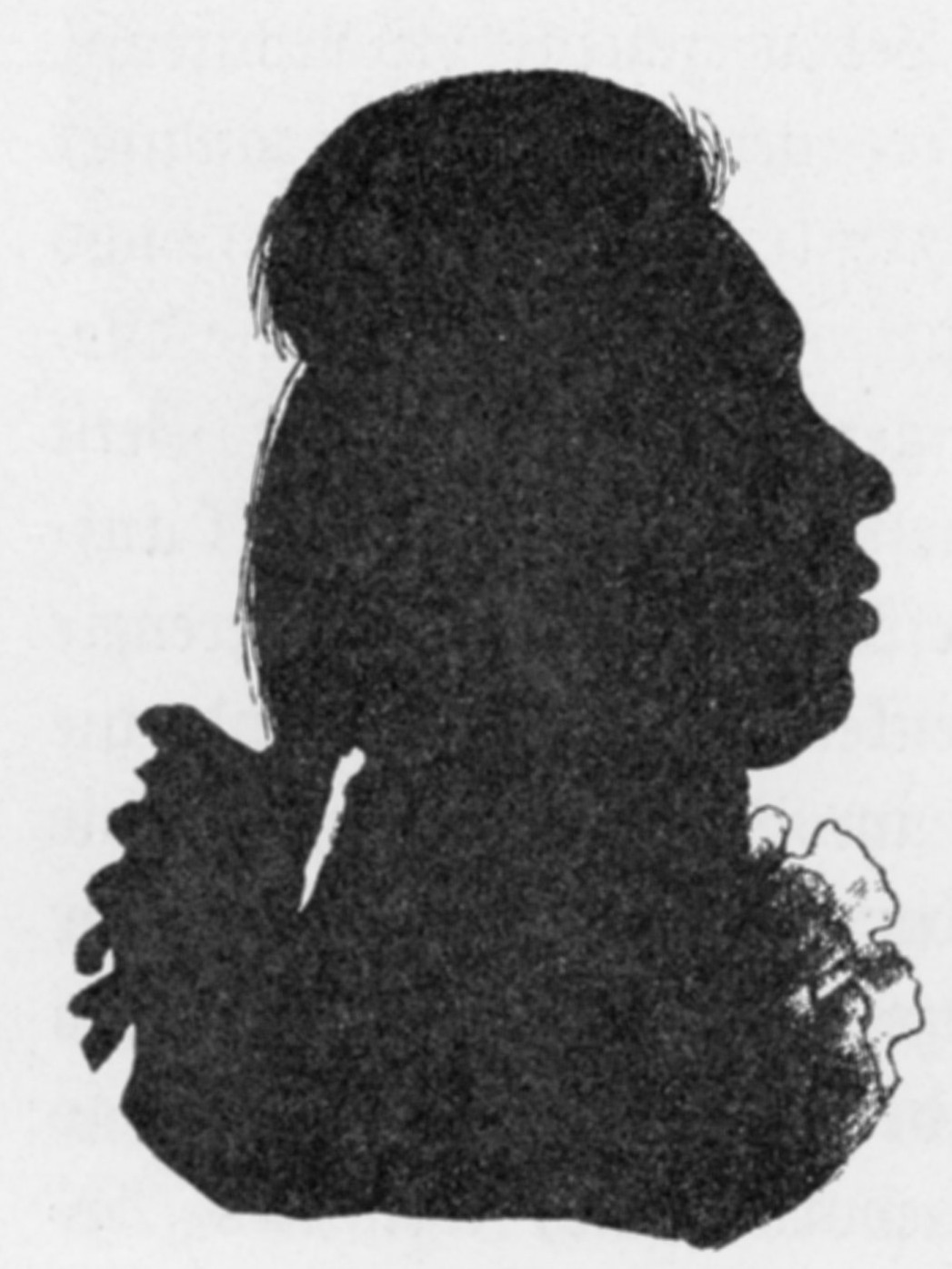
Johann Jakob Heinrich Nast, Scherenschnitt, um 1780

Johann Jakob Heinrich Nast (auch Johann Jacob Nast oder Jacob Nast; * 8. November 1751 in Stuttgart; † 23. August 1822 in Plochingen) war ein deutscher klassischer Philologe und lutherischer Geistlicher. 

## Leben
Nast, Sohn des Gymnasiallehrers und Geistlichen Johannes Nast (1722–1807), absolvierte die Klosterschule Maulbronn, bevor er am 16. November 1768 an der Universität Tübingen immatrikuliert wurde, an der er bereits am 25. November 1768 den Bakkalaureusgrad erhielt. Noch 1768 wurde er Stipendiat am Tübinger Stift. Am 25. Oktober 1770 wurde er zum Magister graduiert.
Nast wurde 1772 Professor der griechischen Sprache und Literatur an der Hohen Karlsschule Stuttgart. Mit der Auflösung der Hohen Karlsschule erhielt er 1792 eine Stelle als Gymnasialprofessor am Stuttgarter Gymnasium illustre. Nach dem Tod seines Vaters 1807 übernahm er dessen Stelle als Pfarrer in Plochingen.

## Werke (Auswahl)
- Einleitung in die griechischen Kriegs-Alterthümer, Mezler, Stuttgart 1780.
- Römische Kriegsalterthümer aus ächten Quellen geschöpft. Ein Beitrag zur Aufklärung der römischen Taktik., Gebauer, Halle 1782.
- Einige Bemerkungen über die Sprache des Homer, aus dem Gesichtspunkt ihrer Uebereinstimmung mit der allgemeinen Kinder- und Volks-Sprache, Stuttgart 1800.
- Kleine akademische und gymnastische Gelegenheitsschriften, 2 Bände, Tübingen 1820.